# Walter Giller

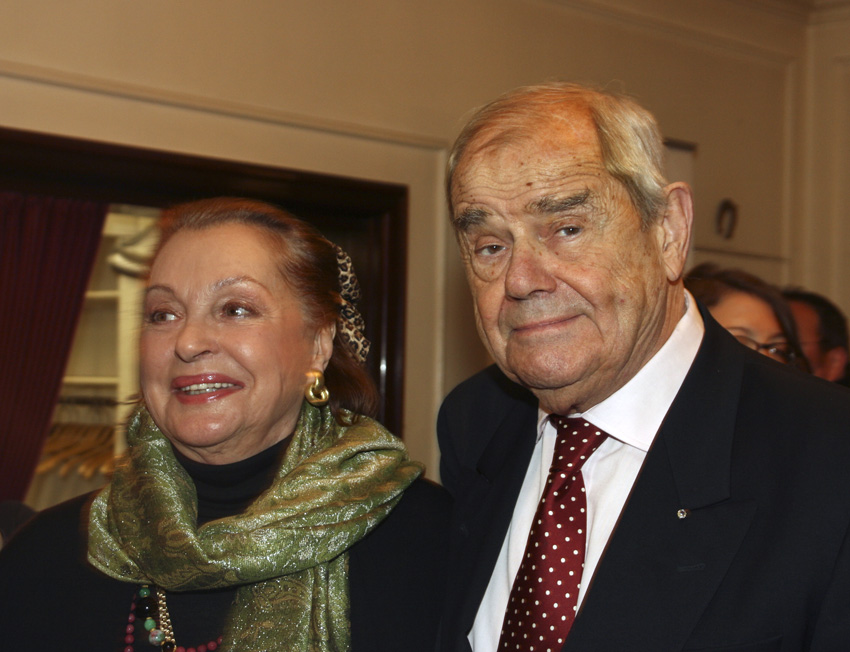
La actriz Nadja Tiller y Walter Giller en 2009

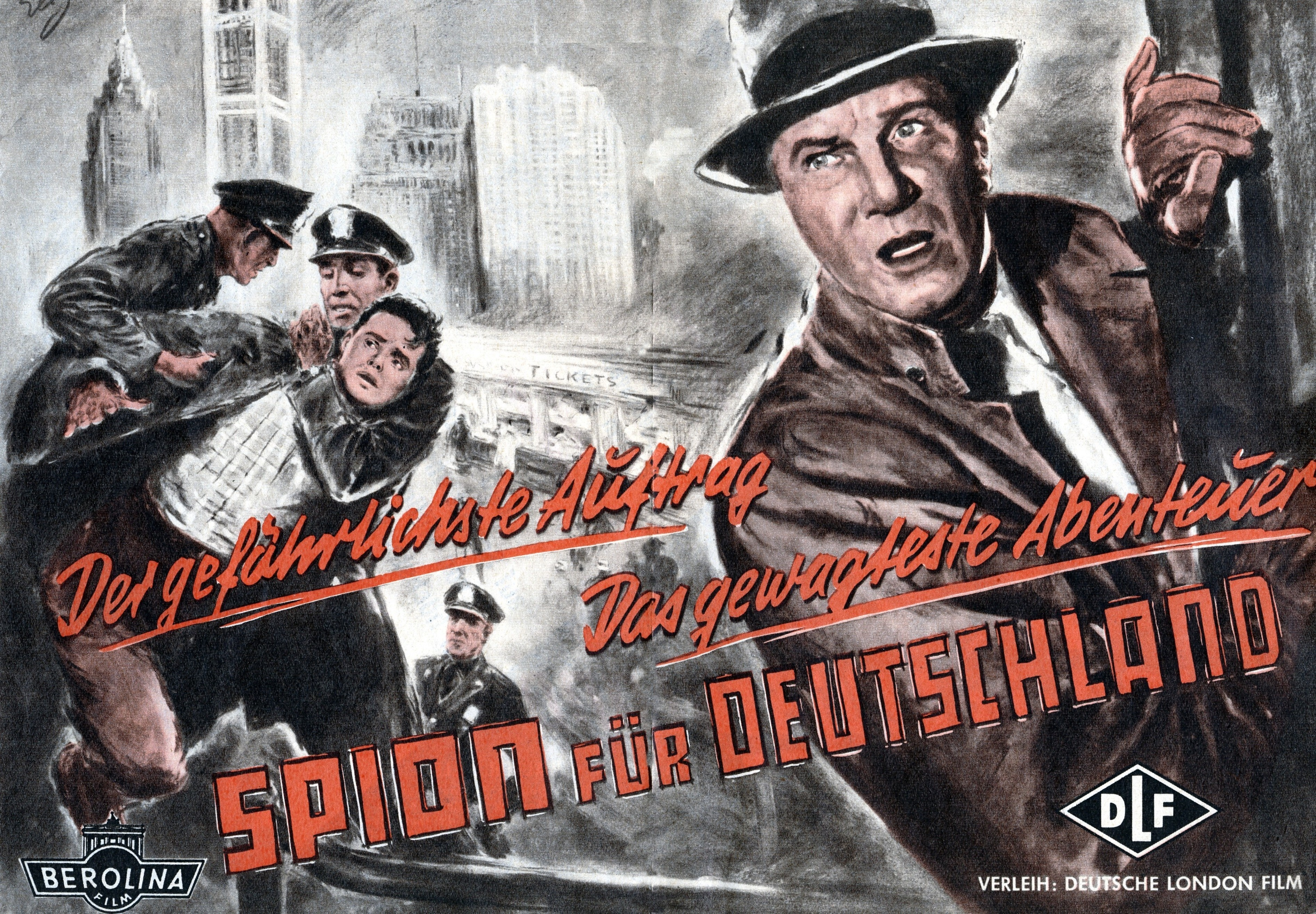
Cartel de Spion für Deutschland (1956), de Werner Klingler

Walter Giller (Recklinghausen, 23 de agosto de 1927-Hamburgo, 15 de diciembre de 2011) fue un actor de nacionalidad alemana.

## Biografía
Nacido en Recklinghausen, Alemania, sus padres eran el pediatra Walter Giller y su esposa, Edwine Röver, nacida en Hamburgo. Siendo estudiante de secundaria fue reclutado a principios de 1943 como Flakhelfer, un soldado auxiliar juvenil. Fue hecho prisionero, y tras su liberación inició estudios de medicina, aunque finalmente decidió hacerse actor. Después de un aprendizaje como ayudante de dirección en el Hamburger Kammerspiele de Ida Ehre, en 1947 actuó por vez primera sobre el escenario con la obra de Thornton Wilder Wir sind noch einmal davongekommen. También se formó como actor, recibiendo clases de Eduard Marks, en la Hochschule für Musik und Theater de Hamburgo.
A partir de 1948 Giller hizo sus primeros pequeños papeles en el cine. Su primer papel protagonista llegó en 1951 con Primanerinnen, y Giller acabó convirtiéndose en una cara familiar del cine alemán de los años 1950. Habitualmente encarnaba a personajes agradables, tímidos, pero en ocasiones pudo demostrar su valía como actor de personajes. Así, por ejemplo, actuó con Heinz Rühmann en Der Hauptmann von Köpenick (1956), con Martin Held en Spion für Deutschland (1956) y Rosen für den Staatsanwalt (1959, Deutscher Filmpreis), y con Hardy Krüger en Zwei unter Millionen (1961, Deutscher Filmpreis).
En la década de 1960 actuó principalmente en películas de género criminal y aventuras, entre otras, y en la siguiente se centró en la televisión, colaborando en ocasiones con Peter Frankenfeld. Intensificó su trabajo teatral, actuando principalmente en giras. También fue autor de dos libros infantiles: Lustige Geschichten von Natascha und Jan (1968) y Walter Giller erzählt Geschichten zur Guten Nacht (1969). En 1966 participó en  el galardonado drama televisivo Der geborgte Weihnachtsbaum, actuando con Michael Nowka y Wolfgang Völz bajo la dirección de Dietrich Haugk. En los años 1980 prestó su voz como narrador en la serie infantil radiofónica Schubiduu..uh, de Harald Dzubilla.
Walter Giller y Nadja Tiller, con la que se casó el 5 de febrero de 1956, formaron en las décadas de 1950 y 1960 una pareja de ensueño, coincidiendo en diferentes ocasiones ante las cámaras. La pareja vivió desde finales de los años 1950 en Castagnola-Cassarate, Suiza. El 30 de noviembre de 2006 el matrimonio recibió un Premio Bambi por el conjunto de sus carreras. Tuvieron una hija (nacida en 1959) y un hijo (1964). Desde mediados de marzo de 2008 vivieron en Augustinum Hamburg.
Walter Giller falleció en el año 2011 en una clínica de Hamburgo, a causa de un cáncer  de pulmón. Tenía 84 años de edad. Fue enterrado en Büsum.

## Filmografía (selección)
- 1949 : Artistenblut, de Wolfgang Wehrum
- 1950 : Insel ohne Moral, de Volker von Collande
- 1950 : Mädchen aus der Südsee, de Hans Müller
- 1950 : Wirbel um Irene, de E. W. Emo
- 1951 : Die Frauen des Herrn S., de Paul Martin
- 1951 : Falschmünzer am Werk, de Louis Agotay
- 1951 : Primanerinnen, de Rolf Thiele
- 1951 : Sensation in San Remo, de Georg Jacoby
- 1951 : Wildwest in Oberbayern, de Ferdinand Dörfler
- 1952 : Der bunte Traum, de Géza von Cziffra
- 1952 : Der Tag vor der Hochzeit, de Rolf Thiele
- 1952 : Die Diebin von Bagdad, de Karel Lamač
- 1952 : Liebe im Finanzamt
- 1953 : Fräulein Casanova, de E. W. Emo
- 1953 : Heimlich, still und leise, de Hans Deppe
- 1953 : Schlagerparade, de Erik Ode
- 1953 : Skandal im Mädchenpensionat, de Erich Kobler
- 1953 : Südliche Nächte, de Robert A. Stemmle
- 1953 : Wirbel um Irene, de E. W. Emo
- 1954 : An jedem Finger zehn, de Erik Ode
- 1954 : Die tolle Lola, de Hans Deppe
- 1954 : Sie, de Rolf Thiele
- 1954 : Mit und ohne Begleitung
- 1955 : Die Drei von der Tankstelle, de Hans Wolff)
- 1955 : Musik, Musik und nur Musik, de Ernst Matray
- 1955 : Schwedenmädel, de Hakan Bergström y Thomas Engel)
- 1956 : Charleys Tante, de Hans Quest
- 1956 : Das Bad auf der Tenne, de Paul Martin
- 1956 : Das Sonntagskind, de Kurt Meisel
- 1956 : El capitán de Köpenick, de Helmut Käutner
- 1956 : Ich und meine Schwiegersöhne, de Georg Jacoby
- 1956 : Nichts als Ärger mit der Liebe, de Thomas Engel
- 1956 : Schwarzwaldmelodie, de Géza von Bolváry
- 1956 : Spion für Deutschland, de Werner Klingler
- 1956 : Was die Schwalbe sang, de Géza von Bolváry
- 1956 : Der schräge Otto, de Géza von Cziffra
- 1957 : Blaue Jungs, de Wolfgang Schleif
- 1957 : Das Glück liegt auf der Straße, de Franz Antel
- 1957 : Die große Chance, de Hans Quest
- 1957 : Drei Mann auf einem Pferd, de Kurt Meisel
- 1957 : Frühling in Berlin, de Arthur Maria Rabenalt
- 1958 : Italienreise – Liebe inbegriffen, de Wolfgang Becker
- 1958 : Peter Voss, der Millionendieb, de Wolfgang Becker
- 1958 : Zwei Herzen im Mai, de Géza von Bolváry
- 1959 : Rosen für den Staatsanwalt, de Wolfgang Staudte
- 1959 : Bobby Dodd greift ein, de Géza von Cziffra
- 1959 : Geliebte Bestie, de Arthur Maria Rabenalt
- 1959 : Liebe auf krummen Beinen, de Thomas Engel
- 1959 : Peter Voss – der Held des Tages, de Georg Marischka
- 1959 : So angelt man keinen Mann, de Hans Deppe
- 1960 : Heldinnen, de Dietrich Haugk
- 1960 : Ingeborg, de Wolfgang Liebeneiner
- 1960 : Kein Engel ist so rein, de Wolfgang Becker
- 1961 : Geliebte Hochstaplerin, de Ákos von Ráthonyi
- 1961 : Zwei unter Millionen, de Victor Vicas
- 1961 : L’affaire Nina B., de Robert Siodmak
- 1961 : Drei Mann in einem Boot, de Helmut Weiss
- 1961 : Der Traum von Lieschen Müller, de Helmut Käutner
- 1962 : La Chambre ardente, de Julien Duvivier
- 1962 : Liebling, ich muß dich erschießen
- 1962 : Schneewittchen und die sieben Gaukler, de Kurt Hoffmann)
- 1963 : Begegnung in Salzburg, de Max Friedmann
- 1963 : Das große Liebesspiel, de Alfred Weidenmann
- 1963 : Der Würger von Schloß Blackmoor, de Harald Reinl
- 1963 : Una storia moderna: l'ape regina, de Marco Ferreri
- 1963 : Die Dreigroschenoper, de Wolfgang Staudte
- 1963 : Schloß Gripsholm, de Kurt Hoffmann
- 1963 : Der letzte Ritt nach Santa Cruz, de Rolf Olsen
- 1963 : Die Tote von Beverly Hills, de Michael Pfleghar
- 1964 : Fanny Hill, de Russ Meyer
- 1964 : Heiß weht der Wind
- 1964 : Tonio Kröger, de Rolf Thiele
- 1964 : DM-Killer, de Rolf Thiele
- 1965 : Schüsse im 3/4 Takt, de Alfred Weidenmann
- 1965 : Das Vermächtnis des Inka, de Georg Marischka
- 1965 : Ich suche einen Mann, de Alfred Weidenmann
- 1966 : Gern hab’ ich die Frauen gekillt
- 1966 : Pfeifen, Betten, Turteltauben, de Vojtěch Jasný
- 1966 : Der geborgte Weihnachtsbaum, de Dietrich Haugk
- 1966 : Gold für Montevasall
- 1967 : Action Man – Bankraub fast perfekt, de Jean Delannoy
- 1967 : Johnny Banco, de Yves Allégret
- 1967 : Vergiß nicht, deine Frau zu küssen, de Egil Kolstö
- 1968 : Fie flucht nach Ägypten (telefilm)
- 1968 : Ruba al prossimo tuo..., de Francesco Maselli
- 1969 : Die Herren mit der weißen Weste, de Wolfgang Staudte
- 1969 : Grimms Märchen von lüsternen Pärchen, de Rolf Thiele
- 1969 : Klassenkeile, de Franz Josef Gottlieb
- 1970 : Die Feuerzangenbowle, de Helmut Käutner
- 1970 : Am Ziel aller Träume (telefilm)
- 1970 : Jonas der künstler Bei der Arbeit (telefilm)
- 1973 : Ein Käfer auf Extratour, de Rudolf Zehetgruber
- 1974 : Das verrückteste Auto der Welt, de Rudolf Zehetgruber
- 1975 : Der Kommissar (serie TV), episodio Sturz aus Großer Höhe
- 1975 : Herz mit Schnauze - Erinnerungen an Grethe Weiser (telefilm)
- 1976 : Omaruru (serie TV)
- 1977 : Heiße Ware (telefilm)
- 1977 : Nicht von gestern, de Ludwig Cremer, (telefilm)
- 1977 : Polizeiinspektion 1 (serie TV), episodio Und keine Kopeke weniger
- 1978 : Karschunke & Sohn (serie TV)
- 1978 : Lady Dracula, de Franz Josef Gottlieb
- 1979 : Noch’ne Oper, de Claus Peter Witt (telefilm)
- 1979-1987 : Locker vom Hocker (serie TV)
- 1980 : Liebling ich lass mich scheiden (telefilm)
- 1983 : Das Traumschiff (serie TV)
- 1985 : Nun singt mal schön… (corto TV)
- 1989 : Kommissar Klefisch (serie TV), episodio Ein unbekannter Zeuge, de Kaspar Heidelbach
- 1991 :  Kommissar Klefisch (serie TV), episodio Tod am Meer
- 1992 : Geschichten aus der Heimat XX (serie TV)
- 1994 : Cornelius hilft (serie TV), de Klaus Gendries
- 1994 : Die Gerichtsreporterin (serie TV), de Hartmut Griesmayr
- 1994 : Halali oder Der Schuß ins Brötchen, de Joachim Roering
- 1995 : Sylter Geschichten (serie TV), de Karsten Wichniarz
- 1995 : Sonntags geöffnet (serie TV)
- 1997 : Rosamunde Pilcher (serie TV), episodio Stunden der Entscheidung, de Karola Zeisberg
- 2000 : Immer (corto), de Jophi Ries
- 2000 : Meine Mutter, meine Rivalin (telefilm), de Peter F. Bringmann
- 2001 : Vorspiel mit Nachspiel, de Uwe Janson
- 2004 : Das Bernsteinamulett (telefilm), de Gabi Kubach
- 2005 : Lauras Wunschzettel (telefilm), de Gabi Kubach
- 2005 : Liebe wie am ersten Tag (telefilm)
- 2007 : Liebling, wir haben geerbt! (telefilm)
- 2008 : Und ewig schweigen die Männer (telefilm), de Xaver Schwarzenberger
- 2009 : Es liegt mir auf der Zunge (telefilm)
- 2009 : Dinosaurier, de Leander Haußmann
- 2011 : Germaine Damar – Der tanzende Stern (documental), de Michael Wenk

## Radio
- 1949 : Du kannst mir viel erzählen, dirección de Ulrich Erfurth, con Heinz Rühmann, Elfriede Kuzmany y Gisela Mattishent
- 1949 : Paul Temple und die Affäre Gregory, dirección de Eduard Hermann y Fritz Schröder-Jahn, con René Deltgen, Annemarie Cordes, Heinz von Cleve, Georg Eilert y Bernd M. Bausch
- 1951 : Der Teufel fährt im D-Zug mit, dirección de Fritz Schröder-Jahn, con Carl-Heinz Schroth, Jo Wegener, Franz Schafheitlin y Inge Meysel
- 1952 : Die große Masche, dirección de Fritz Schröder-Jahn, con Wolfgang Wahl, Max Walter Sieg y Hardy Krüger
- 1977 : Der Nachtigall fällt auch nichts Neues ein oder Gegen den Stillstand der Brandung, dirección de Klaus Mehrländer, con Louise Martini
- 1979 : Röntgenaugen, dirección de Klaus Wirbitzky, con Achim Strietzel, Jürgen Scheller y Michael Thomas
- 1982 : Das Haus hinter der Kirche, dirección de Klaus Wirbitzky, con Heidelinde Weis, Doris Schade y Horst Johanning
- 2008 : Begegnung am Nachmittag, dirección de Rainer Clute, con Nadja Tiller y Julia Prigge

## Premios
- 1960 : Deutscher Filmpreis: Filmband de plata por Rosen für den Staatsanwalt
- 1962 : Deutscher Filmpreis: Filmband de oro por Zwei unter Millionen
- 1962 : Premio de la Crítica Alemana por Zwei unter Millionen
- 1975 : Hersfeld-Preis[3]
- 2000 : Orden del Mérito de la República Federal de Alemania
- 2005 : Premio DIVA a su trayectoria artística
- 2006 : Premio Bambi a su trayectoria artística
- 2009 : Premio Askania a su trayectoria cinematográfica[4]